# Eremias andersoni
Eremias andersoni är en ödleart som beskrevs av Ilya Sergeevich Darevsky och Szczerbak 1978. Eremias andersoni ingår i släktet löparödlor och familjen lacertider. IUCN kategoriserar arten globalt som livskraftig. Inga underarter finns listade i Catalogue of Life.
Arten förekommer i Iran. Habitatet utgörs av sandytor mellan steniga områden. Den glest fördelade växtligheten består av gräs och buskar.